# جهان زیرین: ظهور لایکن‌ها
جهان زیرین: ظهور لایکن‌ها (به انگلیسی: Underworld: Rise of the Lycans) یا جهان زیرین ۳، فیلمی اکشن ترسناک آمریکایی است محصول سال ۲۰۰۹ به کارگردانی پاتریک تاتوپولوس.
جهان زیرین: ظهور لایکن‌ها سومین قسمت از مجموعه فیلم‌های «جهان زیرین» به شمار می‌رود و موضوع آن بیشتر بر خاستگاه و داستان اولیه برخی از شخصیت‌ها تمرکز دارد و رویدادهایی را که به جنگ میان خون‌آشامها و لایکن‌ها (نوعی از گرگینه‌ها) انجامیده تشریح می‌کند.